# USS Radford (DD-446)
Pour les autres navires du même nom, voir USS Radford.
L'USS Radford (DD-446), du nom du contre-amiral William Radford (en), était un destroyer de classe Fletcher de l'United States Navy. Entré en service en 1942 pendant la Seconde Guerre mondiale, le navire a également été utilisé pendant la guerre de Corée et la guerre du Viêt Nam. Le navire a été retiré du service en 1969 et vendu à la ferraille en 1970.

## Construction
Radford a été établi par la Federal Shipbuilding and Drydock Company à Kearny dans le New Jersey le 2 octobre 1941 et a été lancé le 3 mai 1942 par la petite-fille de Radford Edith (Mme François E. Matthes). Le destroyer a été mis en service le 22 juillet 1942.

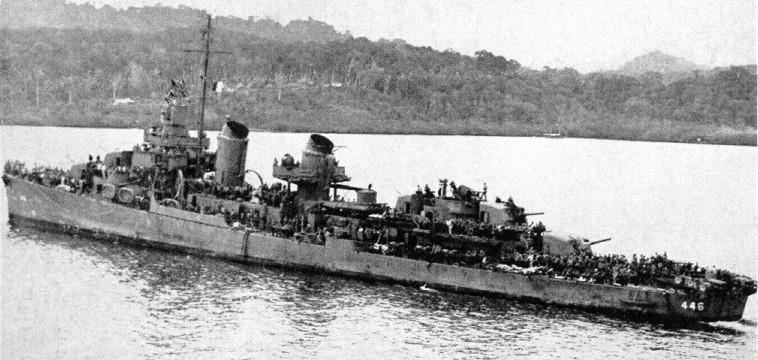
L'USS Radford revient à Tulagi avec quelques survivants du croiseur le 6 juillet 1943

## Historique

### Seconde guerre mondiale
Radford a participé à la bataille du golfe de Kula et à la bataille de Kolombangara en juillet 1943. Il s'est engagé dans un balayage offensif contre le Tokyo Express et a reçu la Presidential Unit Citation pour le sauvetage de 468 survivants du croiseur léger USS Helena (CL-50) , qui avait été coulé dans le Golfe de Kula. Radford chargea en profondeur et coula le sous-marin japonais I-19, qui avait déjà coulé le destroyer USS O'Brien (DD-415) et le porte-avions USS Wasp (CV-7), le 25 novembre 1943. Le destroyer fut endommagé par une mine japonaise alors qu'il soutenait la libération de Luçon (Bataille de Luçon) en décembre 1944 et a reçu la Philippine Liberation Medal. Le navire est désarmé le 17 janvier 1946 et placé en réserve à San Francisco.

### Après-guerre
Radford a été remis en service le 17 octobre 1949 et a opéré avec la Septième flotte des États-Unis à l'appui des forces des Nations unies pendant la guerre de Corée. Après l'armistice de 1953, le navire alterne les opérations le long de la côte ouest et dans les eaux hawaïennes avec des déploiements annuels dans le Pacifique occidental avec la septième flotte. En 1960, Radford a subi une vaste révision de la réhabilitation et de la modernisation de la flotte (FRAM II) à la Base navale de Pearl Harbor.
Le 3 mars 1965, Radford, en compagnie d'autres unités de la 252e division de destroyers, quitta Pearl Harbor à court préavis pour augmenter les forces de destroyers pour les engagements navals en expansion rapide dans la mer de Chine méridionale. En octobre et décembre, Radford a servi de navire de récupération alternatif dans le programme Gemini et a participé aux Operation Sea Dragon (Vietnam War) (en) et Operation Market Time (en), a patrouillé dans le cadre de missions de recherche et de sauvetage et a effectué des missions d'appui au tir naval (NGFS) pendant la guerre du Vietnam de 1965 à 1969.

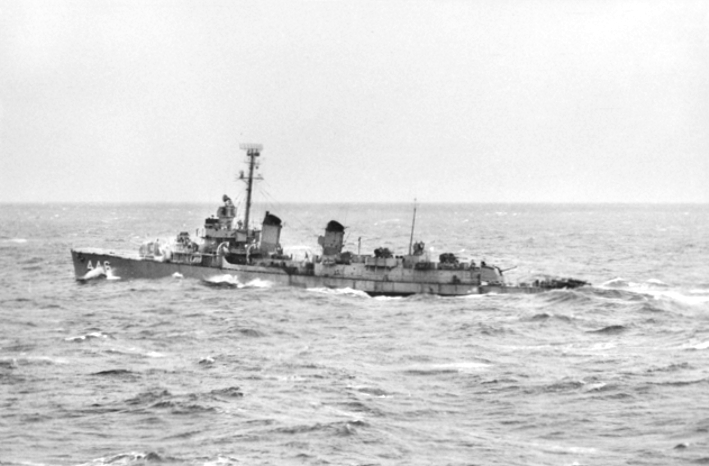
Le Radford au large de la Corée en 1951.

Sa onzième Unit Deployment Program (en) (WestPac) a commencé le 5 juillet 1966. Au cours de cette période, elle a participé à des opérations anti-sous-marines, escorté des porte-avions dans le golfe du Tonkin, effectué deux tours de service sur des missions NGFS, un tour sur la patrouille de Taïwan, servi comme avant piquet pour les unités de la septième flotte opérant dans la mer de Chine méridionale et escorté les unités de soutien du président Lyndon B. Johnson en Malaisie lors de sa tournée en Asie du Sud-Est. DesDiv 252 est revenu à Pearl Harbor le 16 décembre 1966.
Radford a été désarmé à San Francisco quelques mois seulement après son retour de sa tournée WestPac en 1969. Le navire a été rayé du Naval Vessel Register le 10 novembre 1969 et vendu à la ferraille en octobre 1970, mais pas avant d'avoir mené une dernière bataille par lui-même. Il s'est détaché du remorqueur qui la remorquait de Vallejo, en Californie, au parc à ferraille de Portland, en Oregon, et les a emmenés dans une poursuite de 34 miles (55 km), toute la journée, vers la côte de l'Oregon.

## Récompenses
Radford a reçu :
- Deux  Presidential Unit Citation avec douze Battle star pour le service de la Seconde Guerre mondiale,
- Cinq Battle star pour la guerre de Corée,
- Quatre Battle star pour la guerre du Vietnam,
- Une  Armed Forces Expeditionary Medal

## Musée naval national de l'USS Radford

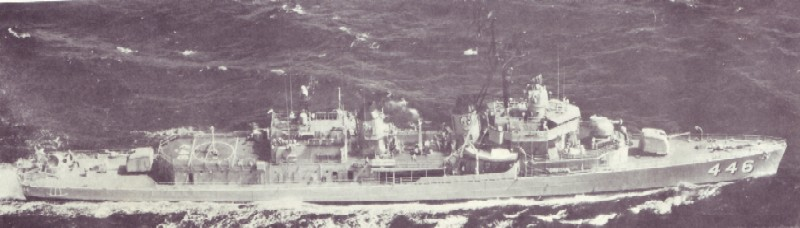
Le Radford à la suite de sa modernisation FRAM II avec pont de vol DASH à l'arrière.

Le musée naval national de l'USS Radford  était une collection de souvenirs sur le navire qui se trouvait à Newcomerstown, dans l'Ohio. Le musée a fermé ses portes en 2011 et son contenu a été transféré au musée naval USS Orleck (DD-886), situé à Lake Charles, en Louisiane. Les expositions comprennent des photos, des uniformes et des expositions sur le navire et son service.